# Габрака
Габрака е село в Северна България. То се намира в община Елена, област Велико Търново.
Към 1934 г. селото има 27 жители. В днешно време няма постоянно население. Влиза в землището на с. Буйновци.